# Kanorado, Kansas
Kanorado, Kansas (енгл. Kanorado) град је у америчкој савезној држави Канзас.

## Демографија
По попису из 2010. године број становника је 153, што је 95 (-38,3%) становника мање него 2000. године.
| Група             | 2000.       | 2010.      |
| Белци             | 180 (72,6%) | 92 (60,1%) |
| Афроамериканци    | 0 (0,0%)    | 2 (1,3%)   |
| Азијати           | 0 (0,0%)    | 0 (0,0%)   |
| Хиспаноамериканци | 63 (25,4%)  | 58 (37,9%) |
| Укупно            | 248         | 153        |